# Покрајински избори у Војводини 1996.
Избори за посланике у Скупштину Аутономне Покрајине Војводине одржани су 3. и 17. новембра 1996. године.
Избори су извршени у 120 изборних јединица.

## Резултати
| Листе                                     | Мандати |
| ----------------------------------------- | ------- |
| Социјалистичка партија Србије             | 74      |
| Коалиција „Заједно”                       | 16      |
| Савез војвођанских Мађара                 | 13      |
| Српска радикална странка                  | 7       |
| Коалиција „Војводина”                     | 6       |
| Југословенска левица                      | 1       |
| Демократска заједница војвођанских Мађара | 1       |
| Групе грађана                             | 2       |
| Укупно                                    | 120     |